# 岡嶋正義
岡嶋 正義（おかじま まさよし、天明4年（1784年） - 安政6年（1859年）は、江戸時代末期の鳥取藩士、歴史家（考証史家）である。

## 生涯
正義は天明4年（1784年）に鳥取藩鳥取城下の栗谿町（現在の鳥取市栗谷町）の藩士の家に生まれた。実父は佐野春郷（佐野儀左衛門）という。
寛政6年（1794年）、正義は鳥取藩士の岡嶋平三郎の養子に迎えられ、まもなく家督相続を受け岡嶋家7代目当主となった。岡嶋家は門尾村（現在は八頭郡八頭町門尾）に420石の知行を有していたが、正義はまだ11歳の幼少だったため50石は藩主の預りとなり、16歳になるまでは370石の家禄とされた。
文化4年（1807年）、岡嶋正義は江戸勤務となる。さらに文政7年（1824年）5月16日、鳥取藩の御目付役に任ぜられる。
しかし、文政9年（1826年）8月1日を以て御目付役の職を解かれた。『鳥取藩史』（1969年）によれば、正義は「時事の非なるを知り、断然職を辞」したのだという。当時41歳だった。以後は藩職には就くことなく、門尾村民婦女子弟の教育にあたりつつ、史書執筆に専念した。
安政元年（1854年）6月18日、岡嶋勘之丞に家督を譲り、安政6年（1859年）6月26日に75歳で没した。岡嶋家の墓所は鳥取市景福寺にあるほか、門尾には岡嶋正義以降累代の墓がある。

## 村民の教育
岡嶋正義は知行所のある門尾村（八頭郡八頭町門尾）の領民の教育と殖産興業に力を注いだ。もともとは、当地の規律が低下しているのが発端だったという。岡嶋は同地の城光寺（現在は青龍寺）の住職と協力し、村に流布していた低俗な猥歌の類をやめさせ、文天祥から引用した「孝行和讃」を定めて村の子女にはこれを吟謡させた。
そのうえで、鳥取藩主の池田慶徳の承認を得て、安政3年（1854年）に「孝行祭」（勧善祭）を創始した。これは、毎年村で一番の孝行者を選出し、その者を祭主と定め、その家で正月の神事祭礼を執り行うものだった。神事に用いる神輿には、藩主池田慶徳直筆の掛け軸が収められた。また、村一番の孝行婦人も選び、村の子弟の教育を一年間任せた。この祭礼は年をおう毎に盛大になり、明治8年（1875年）頃まで続いた。
また、岡嶋は「砂書盤」を作って全戸に与え、文字の読み書きと算術を練習させた。上達したものは筆書を習い、村民の作品は将軍徳川家茂による講評を受けて額装され城光寺に掲げられた。こうした取り組みにより、村の子供はみな自分の名を読み書きできるほどになったという。
このほか、もっとも農事に励んだ者を村民の模範とし、これを「力田（りょくでん）」と呼んで記念する石碑を建立させた。これに該当した者として岡嶋のもとで学んだ門尾の「安次郎」の顕彰碑が現存する。「安次郎」は貧しい農民の出だったが、勤勉倹約に励み、村の庄屋を任されるまでになった。そうなってからも倹約し、村の出費がある時にはその半分を自己の負担とし、凶作の年には近隣の村々にまで備蓄米を供出したという。当初、石碑は若桜往来の三本松峠に設けられていたが、明治時代に国道29号の整備を行うにあたり移設、その後もう一度移設され、門尾地区内に設置された。

## 著作
鳥府志
文政成立。「鳥府（鳥取）」地誌。考証、流麗な筆致で表す。三十二万石の城下町、鳥取城の建造物について著す。
竹島考
文政11年（1828年）成立。資料名にある「竹島」とは、現在の鬱陵島を指す。竹島渡海から禁止に至る経緯、竹島の地理や産物などを記す。上・下2巻からなる。本書については、池内敏「『竹島考』について」（同『大君外交と「武威」』名古屋大学出版会2006年に所収）に詳しい。
因府年表
天保13年（1842年）ごろ成立。諸家に残る諸記録や聞書をもとに、鳥取藩初代藩主 池田光仲誕生の寛永7年（1630年）から延享4年（1747年）までの鳥取藩の歴史を編年体で記したもの。『鳥取県史7』近世資料（鳥取県、1976年）に全文が翻刻されている。
因府歴年大雑集
全15巻。成立年不詳だが、寛永9年（1632年）から嘉永7年（1854年）までの記録が収録されている。「因府年表」などの著述の過程で成立したと考えられている。内容は、年次ごとに珍事や異事など雑多な記事が収められている。

### 書誌情報
- 『鳥取県大百科事典』、新日本海新聞社鳥取県大百科事典編纂委員会・編、新日本海新聞社、1984年。
- 『郡家町誌』、郡家町誌編纂委員会、鳥取県八頭郡郡家町、1969年。
- 『鳥取県の地名（日本歴史地名大系）』、平凡社、1992年。